# Tongrube Am Lantershofener Galgen
Das Naturschutzgebiet Tongrube Am Lantershofener Galgen liegt im Landkreis Ahrweiler in Rheinland-Pfalz. Das etwa 8,4 ha große Gebiet, das im Jahr 1989 unter Naturschutz gestellt wurde, erstreckt sich nordwestlich des Ortsbezirkes Lantershofen. Nördlich und östlich des Gebietes verläuft die Landesstraße L 83, etwas weiter entfernt nördlich verläuft die A 61 und östlich die A 573.
Schutzzweck ist die Erhaltung und Entwicklung des Gebietes mit seinen Wasserflächen, seinen Flachwasserzonen und Feuchtländereien sowie Trockenbereichen
- als Lebensstätten seltener, in ihrem Bestand bedrohter Tierarten
- als Lebensstätte seltener, in ihrem Bestand bedrohter Pflanzen sowie
- aus wissenschaftlichen Gründen